# Gerhard Fricke (Physiker)
Gerhard Fricke (* 25. Oktober 1921 in Osnabrück; † 29. Januar 2024) war ein deutscher Experimentalphysiker und Hochschullehrer an der Johannes Gutenberg-Universität Mainz.

## Leben und Wirken
Gerhard Fricke studierte Physik an der Universität Göttingen und promovierte dort 1954 mit dem Thema „Ein universeller Detektor für Molekularstrahlen“. Als Wissenschaftlicher Assistent war er bis 1957 an der Universität Heidelberg und bis 1963 an der Technischen Hochschule Darmstadt tätig. Inzwischen Oberassistent, habilitierte er sich an der letzteren im Februar 1963 und wurde dort Dozent.
Ab Januar 1964 wurde Fricke Außerordentlicher Professor am Institut für Kernphysik der Universität Mainz. Im Mai 1967 folgte der Ruf auf eine Ordentliche Professur für Experimentelle Physik am Institut, die er bis zu seiner Emeritierung im März 1990 innehatte. In seiner Forschung widmete sich Gerhard Fricke den physikalischen Eigenschaften und der Zusammensetzung verschiedener Isotope, der Bestimmung von Atomkern-Radien und Experimenten zum Studium von Riesenresonanzen bei Atomkernen.
Gerhard Fricke verstarb Ende Januar 2024 im Alter von 102 Jahren.

## Gesellschaftliches Engagement
Fricke war über Jahrzehnte in verschiedenen Funktionen im Lions Club Mainz aktiv.

## Werke
- Ein universeller Detektor für Molekularstrahlen; Göttingen, 1954 (Dissertation), DNB 480487847

Aufsätze (Auswahl):
- mit H. Ehrenberg, H. Averdung, B. Dreher, H. Herminghaus, u. a.: Die Elektronenstreu-Apparatur am Mainzer 300-MeV-Elektronen-Linearbeschleuniger. Nuclear Instruments and Methods, Volume 105, 1972, S. 253–263.
- mit H.D. Wohlfahrt, E.B. Shera, M.V. Hoehn, Y. Yamazaki, u. a.: Muonic isotope shifts in the stable Ca nuclei. Physics Letters B, Volume 73, 1978, S. 131–134.
- mit H.D. Wohlfahrt, O. Schwentker, H.G. Andresen, E.B. Shera: Systematics of nuclear charge distributions in the mass 60 region from elastic electron scattering and muonic x-ray measurements. Physical Review C 22, 1980, S. 264–283.
- mit W. Reuter, K. Merle, H. Miska: Nuclear charge distribution and rms radius of C-12 from absolute elastic electron scattering measurements. Physical Review C 26, 1982, S. 806–818.
- mit C. Bernhardt, K. Heilig, L.A. Schaller, L. Schellenberg, u. a.: Nuclear Ground State Charge Radii from Electromagnetic Interactions. Atomic Data and Nuclear Data Tables, Volume 60, 1995, S. 177–285.